# 超级巨人
超级巨人『スーパージャイアンツ』是在1957年 - 1959年製作公開した日本初期的特撮超级英雄电影、及主人公宇宙人的名称。全9作品，第7作由新東宝製作・配給，第8作与第9作由富士映画製作、新東宝配給。主演是宇津井健。

## 介绍
超級巨人是一個來自未知星球的人，能飛行与使用怪力.平时會以普通人的姿態出現。片中傳播反戰以名和平的訊息。